# 湯の峰王子

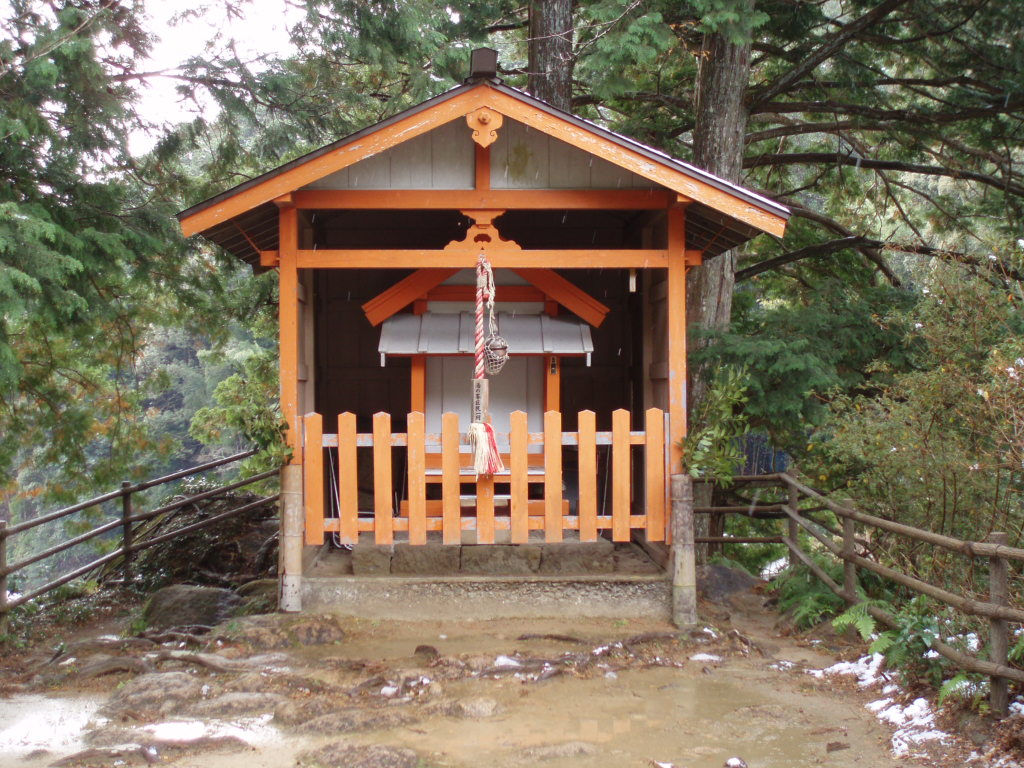
湯の峰王子社祠

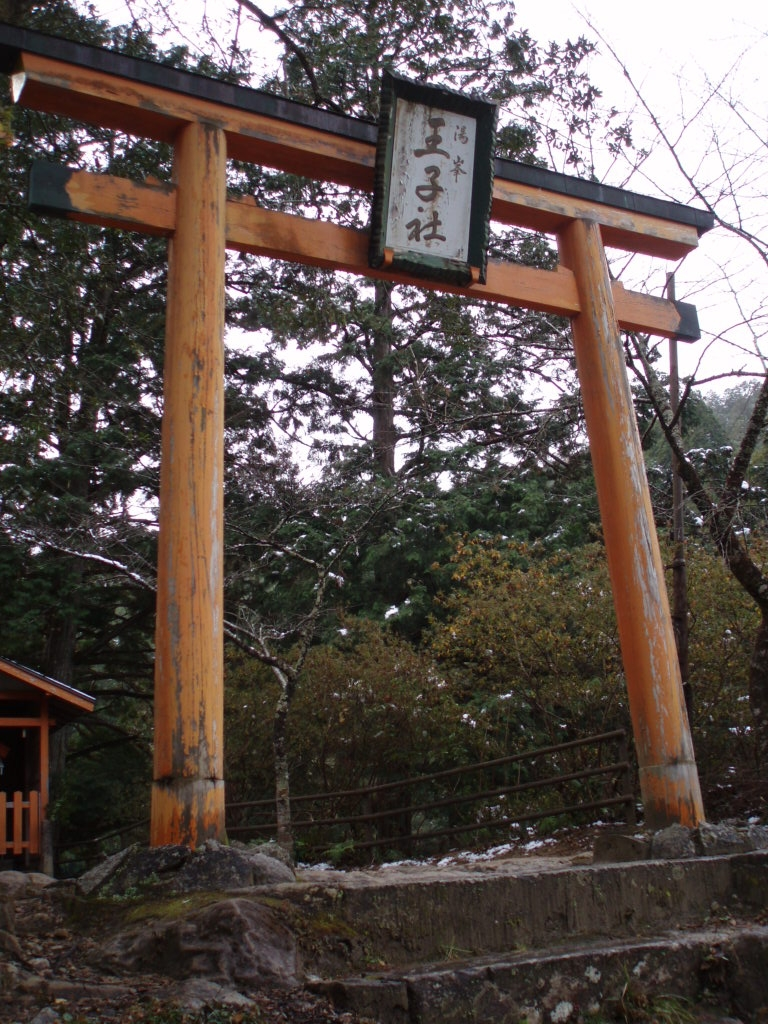
王子社鳥居

湯の峰王子（ゆのみねおうじ）は和歌山県田辺市本宮町湯峰にある神社。九十九王子のひとつで、湯の峰温泉の温泉街にほど近い、東光寺の裏手の丘の上にある。国の史跡「熊野参詣道」（2000年〈平成12年〉11月2日指定）の一部。

## 概要
湯の峰王子は九十九王子のひとつに数えられるものの、例えば藤原定家の参詣記に記述がないなど、中世熊野詣期の参詣記にはほとんど記録されていない。この時期の参詣道が、熊野本宮から熊野川を新宮へと下っており、ルートから外れていること、また、熊野本宮大社参拝に先立っての湯垢離儀礼による潔斎がこの時期には行われていないためである。
ただ、湯の峰を中世熊野詣の参詣者が訪れなかったわけではない。天仁2年（1109年）、藤原宗忠は、熊野三山巡拝後に船で本宮に帰着した折に湯の峰に立ち寄り、万病を除く名湯と賞賛している（『中右記』）が、これは長旅の疲れを癒すためであり、信仰上の意義が存するわけではない。1134年（長承3年）には、鳥羽院の御幸に同行した待賢門院は、鳥羽院一行の本宮着が遅れている間に、休養のために湯の峰を訪ねようとしたが、鳥羽院一行が来着したため断念している。
史料初出は、鎌倉時代末、正中3年（1326年）の仁和寺文書『熊野縁起』に湯峰童子とあるもので、次いで文明5年（1474年）の『王子記』に「湯峯王子」の記載が見える が、いずれも中世熊野詣の盛期とは大きく離れている。湯垢離儀礼による潔斎の定着もこの時期以降と考えられており、儀礼の定着に伴って新たに設けられたものと考えられている。その一例として、足利義満の側室、北野殿らの一行による参詣記に、日中に本宮に到着してから、夜に行われる奉幣の前に湯の峰を訪れている例がある ほか、熊野本宮大社例大祭の湯登神事（毎年4月13日）で今日でも行われている湯の峰温泉での湯垢離は、江戸時代には記載が見られる（『紀伊続風土記』）。
室町期ころから熊野詣が衰勢し、かわって盛んになった西国三十三所の一部に中辺路が組み込まれるようになると、参詣者たちは、熊野那智大社から雲取越えを行い、温泉での休息後、しばしば熊野本宮へ立ち寄ることなく赤木越経由で三越峠へ連絡し、紀伊田辺方面へ直接帰路をとるようになった。
近世以降の記録にはときとして名が見られ、『紀伊続風土記』には社領5石、修造は官営によるとの記述があるほか、本宮大社の管理下にある末社であったとも記されている。もとは東光寺の境内、寺堂の右にあったが、1903年（明治36年）5月の火災で、東光寺の本堂ともに焼失、現在地に再建された。

## 交通機関
- 紀勢本線新宮駅より熊野交通バスで約60分
- 紀勢本線紀伊田辺駅より龍神バスで約90分
- 近鉄大和八木駅より、奈良交通の新宮駅ゆき特急バス、近鉄高田市駅、近鉄御所駅、JR和歌山線五条駅、十津川を経由、約5時間20分

いずれも「湯の峰温泉」バス停で下車

## 所在地
和歌山県田辺市本宮町湯峰11

## 注
1. ↑  “田辺市の指定文化財　－記念物－”.   田辺市教育委員会. 2009年3月20日閲覧。
2. 1 2 3 4  熊野路編さん委員会[1973: 155]
3. 1 2 3 4  平凡社[1997: 794]
4. 1 2 3  西[1987: 166]